# Ro48-6791
Il Ro48-6791 è uno psicofarmaco appartenente alla categoria delle imidazobenzodiazepine sviluppato da Hoffmann-La Roche negli anni 90'.
Ro48-6791 è stato sviluppato come alternativa all'imidazobenzodiazepina midazolam a breve durata d'azione, per l'uso nell'induzione dell'anestesia e nella sedazione cosciente per procedure invasive minori. Ro48-6791 ha proprietà simili a quelle del midazolam, essendo idrosolubile, con insorgenza rapida e breve durata d'azione. È 4-6 volte più potente del midazolam, e ha un'azione leggermente più breve, e produce effetti collaterali simili come sedazione e amnesia.
È stato testato sull'uomo sino alla fase II, ma sebbene producesse meno depressione respiratoria rispetto al propofol, aveva un tempo di recupero più lungo e si è ritenuto che non presentasse vantaggi significativi rispetto al farmaco più vecchio. Allo stesso modo, quando Ro48-6791 è stato confrontato con midazolam, ha avuto un'efficacia simile, maggiore potenza e un tempo di recupero più breve, ma ha prodotto un effetto sinergico minore sull'analgesia indotta da oppioidi e ha prodotto effetti collaterali più gravi come vertigini dopo la procedura. Di conseguenza, è stato abbandonato dallo sviluppo clinico, sebbene sia ancora utilizzato nella ricerca scientifica.